# Сватки (Полтавская область)
Сватки (укр. Сватки) — село, Сватковский сельский совет, Гадячский район, Полтавская область, Украина.
Код КОАТУУ — 5320487201. Население по переписи 2001 года составляло 795 человек.
Является административным центром Сватковского сельского совета, в который, кроме того, входят сёла Березки, Борки и Шевченково.

## Географическое положение
Село Сватки находится на правом берегу реки Грунь, выше по течению на расстоянии в 1,5 км расположено село Подставки, ниже по течению на расстоянии в 3,5 км расположено село Рымаровка, на противоположном берегу — сёла Борки и Максимовка. По селу протекает пересыхающий ручей с запрудой. Река в этом месте извилистая, образует лиманы, старицы и заболоченные озёра.

## История
- 1650 — дата основания.

## Экономика
- Молочно-товарная ферма.
- Сватковское потребительское общество.
- ООО «Максимко».

## Объекты социальной сферы
- Детский сад.
- Школа.